# Padilla
Padilla  (лат.) — род аранеоморфных пауков из подсемейства Ballinae в семействе пауков-скакунов (Salticidae). В роде описано 18 видов, из которых только два обитают за пределами острова Мадагаскара: Padilla ambigua — на острове Реюньон в Индийском океане, и Padilla javana — на острове Ява, который находится в Юго-Восточной Азии.

## Описание
Самцы в этом роде характеризуются очень длинными, выступающими вперёд хелицерами, которые похожи на ланцеты; на конце они изогнуты. Хотя у вида Padilla javana такого вида они отсутствуют.

## Виды
- Padilla ambigua Ledoux, 2007 — Реюньон
- Padilla armata Peckham & Peckham, 1894 — Мадагаскар
- Padilla astina Andriamalala, 2007 — Мадагаскар
- Padilla boritandroka Andriamalala, 2007 — Мадагаскар
- Padilla cornuta (Peckham & Peckham, 1885) — Мадагаскар
- Padilla foty Andriamalala, 2007 — Мадагаскар
- Padilla graminicola Ledoux, 2007 — Реюньон
- Padilla griswoldi Andriamalala, 2007 — Мадагаскар
- Padilla javana Simon, 1900 — Ява
- Padilla lavatandroka Andriamalala, 2007 — Мадагаскар
- Padilla maingoka Andriamalala, 2007 — Мадагаскар
- Padilla manjelatra Andriamalala, 2007 — Мадагаскар
- Padilla mazavaloha Andriamalala, 2007 — Мадагаскар
- Padilla mihaingo Andriamalala, 2007 — Мадагаскар
- Padilla mitohy Andriamalala, 2007 — Мадагаскар
- Padilla ngeroka Andriamalala, 2007 — Мадагаскар
- Padilla ombimanga Andriamalala, 2007 — Мадагаскар
- Padilla sartor Simon, 1900 — Мадагаскар